# Stilolite

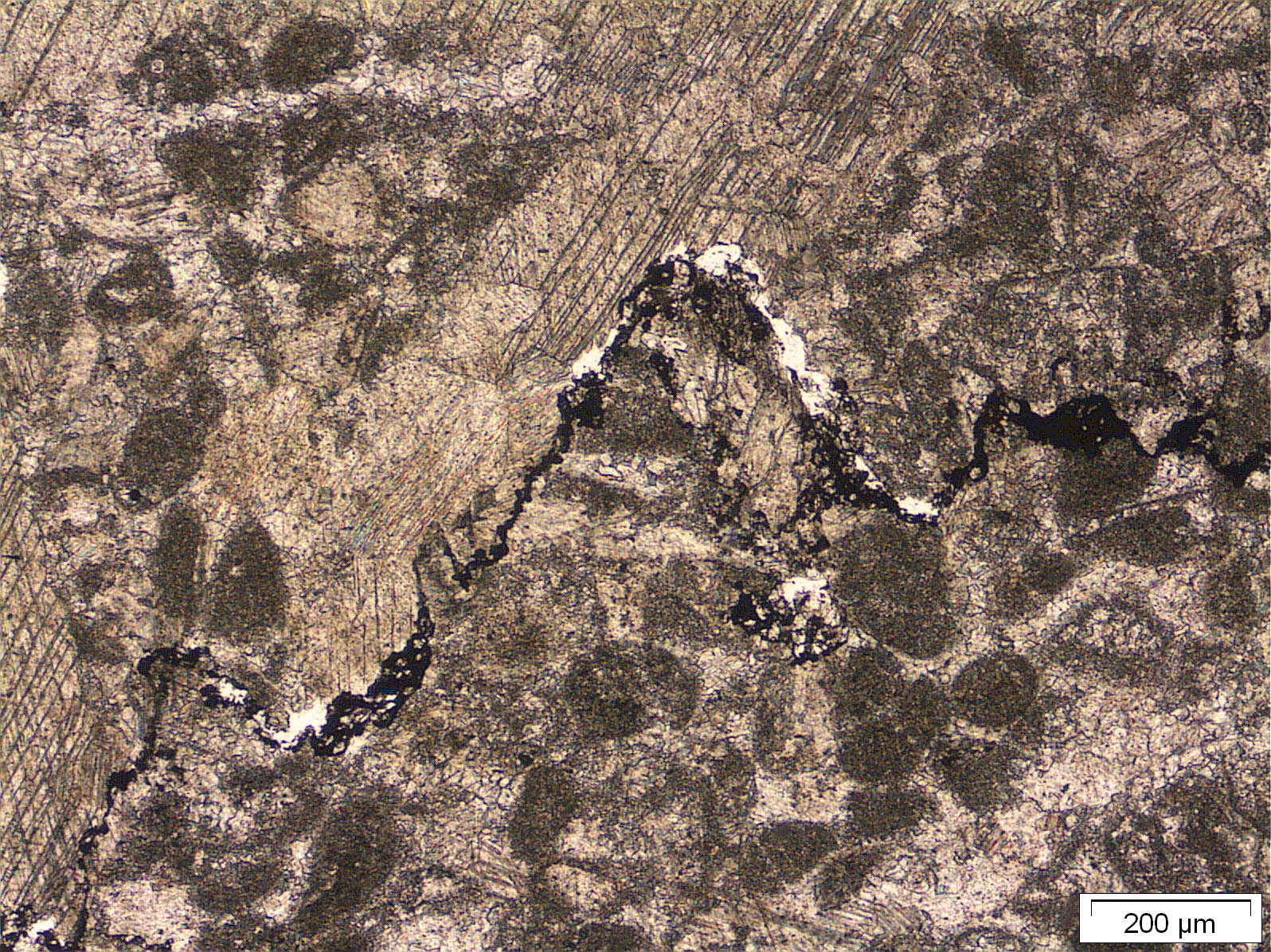
Una stilolite vista in sezione sottile a nicols paralleli in un calcare, formazione di Oehrlikalk, Wellenberg, Svizzera

Una stilolite è una frattura di tipo non strutturale o discontinuità irregolare solitamente osservabile in rocce carbonatiche o meno frequentemente altre rocce sedimentarie ben cementate come le arenarie. 

## Eziologia
Le stiloliti derivano da compattazione e pressione-soluzione durante la diagenesi e possono essere allargate con successiva circolazione di acque nel sottosuolo. Le stiloliti appaiono in affioramento e nei campioni come linee a zig zag, il cui andamento ricorda quello delle suture craniali di discontinuità il cui andamento è evidenziato dalla presenza di un velo di minerali residuali della dissoluzione, argillosi, ossidi di ferro e materia organica carboniosa.
Il termine stilolite deriva dal greco stylo che significa colonna e lithos che significa pietra.